# Benzylpenicillin
Penicillin G (auch Benzylpenicillin genannt) ist eine vom Schimmelpilz Penicillium notatum produzierte Substanz mit antibiotischer Wirkung und wurde 1928 von Alexander Fleming entdeckt. Benzylpenicillin wird auch heute nicht synthetisch hergestellt, sondern fermentativ aus Pilzkulturen gewonnen. Strukturell handelt es sich um ein β-Lactam-Antibiotikum.

## Handelsformen
Penicillin G stellt die „Muttersubstanz“ der Penicilline dar, davon ausgehend wurden Derivate mit veränderten Eigenschaften entwickelt. Nachteilig ist seine durch Säureinstabilität bedingte orale Unwirksamkeit und die Empfindlichkeit gegen das bakterielle Enzym Penicillinase. Penicillin G kann somit nur parenteral verabreicht werden, wobei das gut wasserlösliche Kalium- oder Natriumsalz für die intravenöse oder die wenig wasserlöslichen Depotpenicilline Benzylpenicillin-Benzathin oder Benzylpenicillin-Procain (früher etwa Duracillin) für die intramuskuläre Injektion zum Einsatz kommen.

## Wirkungsspektrum
Das Wirkungsspektrum umfasst in groben Zügen:
- grampositive Bakterienarten
- gramnegative Kokkenarten
- gramnegative anaerobe Stäbchen
- Spirochäten

Folgende Erreger sind Penicillin-G-empfindlich:
- α- und β-hämolysierende Streptokokken
- nicht penicillinase-bildende Staphylokokken (ca. 20 % der Stämme)
- Pneumokokken (Streptococcus pneumoniae)
- Meningokokken (Neisseria meningitidis)
- Corynebakterien
- Clostridien
- Bacillus anthracis
- Treponema pallidum
- Borrelien (Borrelia spp.)
- Leptospiren
- Bacteroides-Arten (Ausnahme: B. fragilis)

Dabei ist zu beachten, dass die Zahl der Penicillin-G-resistenten Stämme weiter zunimmt, besonders der Gonokokken.

## Pharmakokinetik
Penicillin G ist nicht säurestabil und kann so von der Magensäure hydrolysiert werden. Eine parenterale, meist intravenöse oder intramuskuläre Gabe ist daher nötig. Die Freisetzung aus intramuskulären Depotpenicillinen erfolgt langsam, mit kontinuierlichen Plasmaspiegeln. Bei intravenöser Gabe (z. B. mittels Kurzinfusion über 30–60 min) werden zwar höhere Wirkspiegel erreicht, allerdings ist für eine wirksame Therapie mit Beta-Lactam-Antibiotika nicht die absolute Konzentration, sondern die Zeit entscheidend, in der die Wirkspiegel oberhalb der minimalen Hemmkonzentration (MHK) der Erreger liegen.
Die Plasmaproteinbindung beträgt ca. 50 %, die Eliminationshalbwertszeit beträgt 30 bis 40 Minuten. Dabei werden über 90 % über die Niere ausgeschieden. Bei intravenöser Gabe werden 50 bis 70 % der Dosis in antibakteriell aktiver Form renal eliminiert, weitere 20 % in Form von inaktiven Zerfallsprodukten, von denen Penicilloinsäure den Hauptanteil bildet.
Bei Meningitis erreicht der Liquorspiegel bis zu 50 % des Plasmaspiegels, sinkt nach Abklingen der Infektion (und dadurch wieder intakter Blut-Hirn-Schranke) drastisch ab. Im fetalen Kreislauf und im Fruchtwasser werden therapeutische Konzentrationen erreicht. In der Muttermilch sind 2–15 % der Plasmakonzentration nachweisbar.
Durch Penicillin G (sowie alle anderen β-Lactam-Antibiotika) können innerhalb der Zellen keine ausreichenden antibakteriellen Konzentrationen erreicht werden, weswegen diese Substanzgruppe intrazelluläre Erreger nicht erfassen kann.

## Indikationen
Gegenüber Penicillin-empfindlichen Erregern hat Penicillin G die höchste Wirksamkeit aller Penicillinantibiotika. Insbesondere bei beta-hämolysierenden Streptokokken der Gruppe A bzw. B und alpha-hämolysierenden Streptokokken der Viridans-Gruppe ist Penicillin G das Mittel der Wahl.
Beispiele für Erkrankungen, die mit Penicillin G behandelt werden, sind:
- Erysipel
- ambulant erworbene Pneumonie
- Scharlach
- Rheumatisches Fieber
- Endocarditis lenta
- Syphilis
- Lyme-Borreliose
- Leptospirose
- Gasbrand
- Tetanus
- Diphtherie

Viele Erkrankungen, die durch Penicillin-G-sensible Erreger verursacht werden, werden im klinischen Alltag dennoch mit anderen Antibiotika behandelt. Grund dafür sind häufige Mischinfektionen, bei denen mehrere Erreger Auslöser der Erkrankung sind. So werden Sepsis, Meningitiden und Pneumonien heute auch bei Nachweis primär Penicillin-G-sensibler Erreger mit breitwirksamen Antibiotika behandelt.

Durch den bewussteren Umgang mit Antibiotika im Rahmen des Antibiotic Stewardship wird nach Erregernachweis insbesondere auf Antibiotika mit schmalem Wirkspektrum, wie Penicillin G, umgestellt. Dadurch wird Penicillin G in den vergangenen Jahren wieder verstärkt eingesetzt.

## Stabilität von zubereiteten Lösungen
Die physikalisch-chemische Haltbarkeit einer zubereiteten wässrigen Lösung beträgt bis zu 8 Stunden bei Raumtemperatur. Gekühlt (2–8 °C) sind die Lösungen für bis zu 7 Tage stabil. Tiefgefrorene Benzylpenicillin-Lösungen (pH gepuffert bei pH 6,85) mit einer Konzentration von 1–10 % zeigen weniger als 1 % Aktivitätsverlust nach einem Monat.

## Handelsnamen
Monopräparate
Penicillin G InfectoPharm 1/5/10 Mega  (D), Penicillin G-Natrium (A)
Kombinationspräparate
Tardocillin (D), Pendysin (D), Fortepen (A), Ophcillin (A), Retarpen compositum (A)
Tiermedizin
- Benzylpenicillin-Benethamin: Benestermycin (Kombinationspräparat mit Neomycin, Framycetin)
- Benzylpenicillin-Benzathin: Penomycin, Strepdipen, Veracin-compositum (Kombinationspräparate mit Dihydrostreptomycin)
- Benzylpenicillin-Kalium: Aviapen, Masticillin, Mastipen comp. (Kombi), Mastitar forte (Kombi)
- Benzylpenicillin-Natrium: Penicillin-G-Natrium
- Benzylpenicillin-Procain: Mastipen comp., Mastitar forte (Kombi), Medi-Proc, Nafpenzal T (Kombi), Neopen (Kombi), Penicillin-Dihydrostreptomycin-Suspension (Kombi), Penomycin (Kombi), Pro Pen, Procain-Penicillin, Procapen, Procillin, Procmast, Streptocombin (Kombi), Veracin-compositum (Kombi), Vetriproc, Veyxid Pen-Proc

## Externe Links zu erwähnten Verbindungen
1. ↑  Externe Identifikatoren von bzw. Datenbank-Links zu Penicillin G Kaliumsalz:  CAS-Nr.: 113-98-4, EG-Nr.: 204-038-0, ECHA-InfoCard: 100.003.671, PubChem: 23664709, ChemSpider: 391379, DrugBank: DBSALT002390, Wikidata: Q27089370.
2. ↑  Externe Identifikatoren von bzw. Datenbank-Links zu Penicillin G Natriumsalz:  CAS-Nr.: 69-57-8, EG-Nr.: 200-710-2, ECHA-InfoCard: 100.000.646, PubChem: 23668834, ChemSpider: 6014, Wikidata: Q27122736.
3. ↑  Externe Identifikatoren von bzw. Datenbank-Links zu Benzylpenicillin-Procain:  CAS-Nr.: 54-35-3, EG-Nr.: 200-205-7, ECHA-InfoCard: 100.000.187, PubChem: 5903, ChemSpider: 5692, DrugBank: DB009320, Wikidata: Q3435660.